# Kabtan
Kabtan (arab. قبتان) – wieś w Syrii, w muhafazie Aleppo. W 2004 roku liczyła 846 mieszkańców.